# Muyongwe
Muyongwe ist einer von 19 Sektoren des Distrikts Gakenke in der Nordprovinz von Ruanda.

## Geographie
Der Sektor hat eine Fläche von 34,1 km² und liegt auf einer Höhe von etwa 1730 m. Er unterteilt sich in die fünf Zellen Bumba, Gisiza, Karyango, Nganzo und Va und umfasst 27 Dörfer. Nachbarsektoren sind im Nordwesten bis Norden Rushashi, im Nordosten bis Osten Bushoki, im Südosten Rusiga und im Süden bis Südwesten Muhondo. Entlang der Westgrenze des Sektors fließt der Cyacika Richtung Süden.

## Bevölkerung
Nach Stand der Volkszählung von 2022 liegt die Einwohnerzahl bei 16.053. Zehn Jahre zuvor waren es 15.550, was einem jährlichen Bevölkerungszuwachs von 0,3 Prozent zwischen 2012 und 2022 entspricht.

## Gesundheitswesen
Im Westen des Sektors befindet sich das Muyongwe Health Center.

## Verkehr
Durch den Sektor verläuft in Ost-West-Richtung eine District Road, die jedoch Stand 2022 nicht asphaltiert ist.